# Åbo Underrättelser
Åbo Underrättelser est le plus ancien quotidien encore publié en Finland,. Publié en langue suédoise, il est publié 5 jours par semaine à Turku (Åbo en suédois).

## Historique
Le fondateur et premier rédacteur en chef du quotidien était Christian Ludvig Hjelt. Le quotidien est publié par ÅU Media Ab. Åbo Underrättelser a célébré son 200e anniversaire en 2024,.

## Liste des références
1. 1 2  (fi) Turun Sanomat, « 200-vuotiaan ÅU:n varhaisena etusivuna oli yllättäen suomenkielinen runo », 3 janvier 2024 (consulté le 7 juin 2024)
2. 1 2  (sv) Svenska Yle, « Livet har varit lokalt i 200 år – Åbo Underrättelser skapar historia varje dag », 3 janvier 2024 (consulté le 7 juin 2024)
3. ↑  (fi) Université de Helsinki, « Ylioppilasmatrikkeli » (consulté le 7 juin 2024)